# Дре (Альпы Верхнего Прованса)
Дре (фр. Draix, окс. Drais) — коммуна во Франции, находится в регионе Прованс — Альпы — Лазурный Берег. Департамент коммуны — Альпы Верхнего Прованса. Входит в состав кантона Ла-Жави. Округ коммуны — Форкалькье.
Код INSEE коммуны — 04072.

## Население
| 1962 | 1968 | 1975 | 1982 | 1990 | 1999 | 2008 | 2013 |
| ---- | ---- | ---- | ---- | ---- | ---- | ---- | ---- |
| 41   | 50   | 92   | 80   | 83   | 86   | 76   | 98   |

## Экономика
В 2007 году среди 55 человек в трудоспособном возрасте (15—64 лет) 41 были экономически активными, 14 — неактивными (показатель активности — 74,5 %, в 1999 году было 73,8 %). Из 41 активных работали 36 человек (22 мужчины и 14 женщин), безработных было 5 (2 мужчин и 3 женщины). Среди 14 неактивных 2 человека были учениками или студентами, 2 — пенсионерами, 10 были неактивными по другим причинам.

## Достопримечательности
- Приходская церковь Сен-Пон (1854 год) в романском стиле
- Руины средневековой башни